# Čtyři lásky
Čtyři lásky (orig. The Four Loves) je křesťanské dílo C. S. Lewise, poprvé publikované v roce 1960. Do češtiny byla kniha přeložena Evou Hoznauerovou a vydána nakladatelstvím Návrat domů v roce 1997 (druhé vydání 2013).

## Obsah díla
Autor analyzuje čtyři podoby lásky:
1. náklonnost (orig. affection),
2. přátelství (friendship),
3. erós (erotic love),
4. křesťanskou lásku (the love of God).

Jedním z hlavních záměrů díla je ukázat, že „přirozené lásky“ (tj. první tři z těchto podob) nemohou samy o sobě trvat: buď odumřou, nebo se stanou démonickými a ztratí povahu lásky. To vyjadřuje i motto z Johna Donna, jímž je kniha uvedena (a jež v obou českých vydáních chybí): That our affections kill us not nor dye – kéž by naše city ani nezemřely, ani nás nezabily.
Všemi čtyřmi úrovněmi lásky prochází zásadní rozlišení mezi láskou dávající (gift-love) a láskou přijímající či potřebnou (need-love); jen občas je jako třetí typ zmíněna láska oceňující.
S tímto rozlišením souvisí rozlišení mezi dvěma typy naší blízkosti Bohu: Bohu můžeme být blízko na základě podoby nebo na základě přibližování. Paradoxní je, že Bohu jsme nejblíže, když se mu nejméně podobáme (když před ním poznáváme svou nedostatečnost a bídu, když k němu voláme o pomoc a činíme pokání); štěstí, síla, svoboda nebo plodnost nás sice činí Bohu podobnějšími, samy o sobě nás však k němu nepřibližují.

## Ukázka z díla
| „                                            | Bůh je láska," říká sv. Jan. Když jsem se poprvé pokusil napsat tuto knihu, domníval jsem se, že mě tento výrok velice snadno provede celým tímto tématem... Nejprve jsem proto začal rozlišovat mezi láskou dávající a láskou přijímající... Těšil jsem se, že napíšu docela snadnou chvalořeč na první druh lásky a znevážím ten druhý. A mnohé z toho, co jsem se chystal říci, mi stále připadá pravdivé. Stále se domnívám, že představujeme-li si pod pojmem láska jen neovladatelnou touhu být milován, zasloužíme politování. Neřekl bych však už, že máme-li na mysli jen tuto neovladatelnou touhu, pleteme si lásku s něčím, co s ní nemá vůbec nic společného. Nyní už nemohu lásce přijímající upřít označení láska. Kdykoliv jsem se o to snažil, uvízl jsem v záhadách a protimluvech. Skutečnost je složitější, než jsem předpokládal. | “ |
| — C. S. Lewis: předmluva knihy Čtyři lásky.) | |   |

Lewis píše o tom, že naše lidské i „příliš lidské“ lásky sice odkazují k Lásce věčné, ale že k tomu, aby s Ní opravdu mohly být spojeny, vždy musejí nejprve projít velikou proměnou, která je sotva možná bez spojení s utrpením:
| „                                                             | We may hope that the resurrection of the body means also the resurrection of what may be called our "greater body"; the general fabric of our earthly life with its affections and relationships. But only on a condition; not a condition arbitrarily laid down by God, but one necessarily inherent in the character of Heaven: nothing can enter there which cannot become heavenly. "Flesh and blood," mere nature, cannot inherit that Kingdom. Man can ascend to Heaven only because the Christ, who died and ascended to Heaven, is "formed in him." Must we not suppose that the same is true of a man's loves? Only those into which Love Himself has entered will ascend to Love Himself. And these can be raised with Him only if they have, in some degree and fashion, shared His death; if the natural element in them has submitted year after year, or in some sudden agony to transmutation. The fashion of this world passes away. The very name of nature implies the transitory. Natural loves can hope for eternity only in so far as they have allowed themselves to be taken into the eternity of Charity; have at least allowed the process to begin here on earth, before the night comes when no man can work. And the process will always involve a kind of death. There is no escape. | Smíme věřit, že vzkříšení těla znamená také vzkříšení „našeho většího těla“ – vzkříšení celkového uspořádání našeho pozemského života s jeho náklonnostmi a vztahy. Ale jen pod jednou podmínkou: Není to podmínka Bohem libovolně uložená, ale podmínka, která je nezbytně spojena s povahou Nebe: nevejde tam nic, co se nemůže stát nebeským. ,Tělo a krev‘, pouhá přirozenost, Boží království zdědit nemohou. Člověk může vstoupit do Nebe jen tím, že Kristus, který zemřel a vstoupil do Nebe, je v něm ,zformován‘. Neměli bychom předpokládat, že totéž platí o lidských láskách? Jenom ty, do kterých vstoupila sama Láska, vstoupí k Lásce samé. A ty mohou být s Kristem povýšeny pouze tehdy, mají-li do určité míry a určitým způsobem podíl na jeho smrti: Mohou být povýšeny tehdy, jestliže se v nich obsažený přirozený prvek – během let nebo v nějakém náhlém utrpení – podrobil změně… A tento proces bude vždy zahrnovat určitý druh smrti. Není vyhnutí. | “ |
| — C. S. Lewis, Čtyři lásky, Praha: Návrat domů, 1997, s. 104. | | |   |